# Gianfranco Albano
Gianfranco Albano (Forlì, 1942. április 30.) olasz filmrendező, főként fikciós filmek alkotója a RAI és a Mediaset számára.
Olyan televíziós filmeket rendezett, mint pl. a Mino - Il piccolo alpino, Diventerò padre, Un milione di miliardi, Felipe ha gli occhi azzurri és a Menekülj, hogy élhess.

## Életrajz
Forlìban, pugliai apától és trieszti anyától született. 13 éves korától humán tagozatos gimnáziumba Rómába járt. Érettségi után beiratkozott a La Sapienza Egyetem bölcsészettudományi karára, de nem tudja befejezni tanulmányait. Az 1960-as évek első felében az Olivetti művek képviselője volt, miközben bedolgozott a Filmcritica című folyóiratba. A Cinema & Film magazint 1965-ben, további hét személlyel, Pier Paolo Pasolini védnöksége alatt alapította.
Három évvel később debütált forgatókönyvíró-rendezőként a közepes hosszúságú Da Kronstadt dove? című dokumentumfilmben. Ezt egyéb olyan kulturális programok követték, mint a Tv 7, Almanacco, G7 és Tam Tam, Se questo è un uomo és a Due o tre storie di ....
1986-ban a Mino - Il piccolo alpino című minisorozattal (főszereplője Guido Cella), amelyet Salvator Kell Il piccolo alpino című regényéből forgatott, 1987-ben elnyerte a Telegatto számára első rendezői díját.
Azután megrendezte a Diventerò padre (Apa leszek, 1987) című minisorozatot, amelynek főszereplője Gianni Morandi, s amellyel újra Telegattót nyert, majd az Un milione di miliardi (1988), német-olasz koprodukciót, főszerepben Johnny Dorellivel.
Az 1990-es években következett a Felipének kék szeme van (1990, minisorozat, amely amellett, hogy újabb Telegattót hozott, elnyerte a montecarlói televíziós fesztivál közönségdíját. A Menekülj, hogy élhess (1992), La luna rubata (1994) és az Ostinato destino című 1991-es film, amelynek főszereplője Monica Bellucci.
2001 és 2003 között három televíziós minisorozatot készített, a Generazioni-ciklus számára: Brancaccio (2001),  Rosafuria  (2002), Nessuno a suo posto (2003).
2007-ben számos díjat nyert, köztük a Sanghaji Televíziós Fesztivál rendezői díját A Hold fiáért.

## Részleges filmográfia

### Rendezőként
- 1968 - Da Kronstadt dove? (televíziós dokumentumfilm)
- 1982 - Una tranquilla coppia di killer (3 részes TV-minisorozat)
- 1985 - A viso coperto (Arc nélkül, avagy egy különös emberrablás története, TV)
- 1986 - Mino - Il piccolo alpino (4 részes TV-minisorozat)
- 1988 - Diventerò padre (TV)
- 1988 - Un milione di miliardi (TV)
- 1989 - A négy kisasszony (TV)
- 1990 - Un milione di miliardi (2 részes TV-minisorozat)
- 1990 - Felipe ha gli occhi azzurri (Felipének kék szeme van) (TV)
- 1991 - Ostinato destino (Húzd meg, ereszd meg)
- 1992 - Menekülj, hogy élhess (3 részes TV-minisorozat)
- 1994 - La luna rubata (TV)
- 1995 - Confession secrète (TV-film)
- 1995 - Il piccolo Lord (A kis lord) (TV)
- 1997 - Primo cittadino (TV)
- 1998 - L'elefante bianco (A fehér elefánt) (TV)
- 1999 - La vera madre (TV)
- 2001 - Brancaccio (TV)
- 2001 - Una vita sottile (TV)
- 2003 - Rosafuria (TV)
- 2003 - Nessuno al suo posto (TV)
- 2004 - Padri e figli (6 részes TV-minisorozat)
- 2006 - La buona battaglia - Don Pietro Pappagallo (TV)
- 2007 - Il figlio della luna (TV)
- 2008 - La stella della porta accanto (TV)
- 2009 - Sui tuoi passi (Lépteid nyomában) (TV)
- 2012 - L'una e l'altra (A nejem és a feleségem) (TV)
- 2016 - Felicia Impastato (TV)

### Forgatókönyvíróként
- 1968 - Da Kronstadt, dove? (TV, dokumentumfilm)

## Díjak & kitüntetések (részleges lista)
- 2007: rendezői díj a Sanghaji Televíziós Fesztiválon A Hold fiáért

## Külső hivatkozások
- Gianfranco Albano az Internet Movie Database oldalon (angolul)
- Albano
- Raiuno
- Életrajz

## Fordítás
Ez a szócikk részben vagy egészben  a   Gianfranco Albano című olasz Wikipédia-szócikk ezen változatának fordításán alapul.  Az eredeti cikk szerkesztőit annak laptörténete sorolja fel. Ez a jelzés csupán a megfogalmazás eredetét és a szerzői jogokat jelzi, nem szolgál a cikkben szereplő információk forrásmegjelöléseként.